# Tabaristan
Tabaristan je bivša zgodovinska regija severnega Irana ob kaspijskem morju. Obsegala je območje gorovja Elbrus in današnjih iranskih ostanov (provinc) Mazandarana, Ghelana, Golestana in Semnana, prav tako pa del današnjega Turkmenistana.